# Болін (персонаж)
Болін — головний персонаж Аватар легенда про Кору. Маг Землі Та Лави член команди вогняний тхірки та Аватар.

## Біографія
Коли Боліну та його брат Мако були маленькі їх батьків вбили. Болін веселий персонаж на відміну від свого брата. Має тхірка Пабу. У 3 книзі оволодів магією лави але не зміг оволодіти магією металу. Йому у перший книзі 16 у другій третій 17 а останній 20. З братом і Корою грав у матчі по магії поки не знищів Амон, знявся у свого друга Варіка у фільмі, працював з ним на Кувіру та був свідком на його весіллі. Розповів Асамі про поцілунок свого брата та допомагав і зупинив йї батько Херощі Сато.

## Стосунки
У 2 книзі він мав стосунки З Еской двоюрідний сестрою Кори маніпюлювала  їм та. Потім вони розлучилися. Та цілувався але не зустрічався з кінозіркою На ім'я Джинжер
У 3 та 4 книзі зустрічаються З онукою Тоф яка оволоділа повітрям Опл.

## Цікаві факти
- Він дуже схож характером на Сокку та маги вогню вибили їх батьків
- Любить потрапляти у біду навіть товаришувати зі злодіям. виходить
- Дуже боїться Еску після того як вона знущалась з нього і намагалась з ним одружитись
- Болін не здогадався що Кора аватар думав що вона маг води лише.
- Любить їжу плем'я води
- Дав Мако пораду щоб він зізнався про розлучення
- Був напарником Асамі коли вона працювала з Вариком.
- Був засмучений коли побачив як Кора і Мако цілуються. Та розповів правду Асамі коли вона підозрювала Мако у зраді.
- Побачив першим як команда Захіра вкрала Кору
- Коли дивився прим'єру свого фільму повідомив Асамі що сумує за командою Аватар
- Врятував президента Райко від Верика
- Коли попали у полон у царстві Землі він не зміг застукати магією металу. Та коли у плену Хірощі врятувався за допомогою Наги
- Збрехав Есски що кохаї її щоб відпустила їх з Мако. Але зізнався по справжньому у кінці другого сезону але вона вже казала що не кохає його
- Ноактак це персонаж якого зіграв  Болін
- Заради праці З Кувірою посварився з Мако і Опл. Але потім помирився з ними.
- Був здивований коли зустрів Зуко
- З Мако зустрів дядько і Бабусю
- Болін вважав Кувіру такою як Кора. Але потім вона почала погрожувати Варику і Йому
- Спитав хто батько Лін
- Болін уж кінці книзі врятував брата Мако  від машини Кувіри.

1. 1 2  Aleph
2. ↑  Fitxa de doblatge Avatar: La Llegenda De Korra